# Осика в селі Обознівка
Осика в селі Обознівка. Обхват 7,45 м. Висота 17 м. Вік понад 100 років. Росте в селі  Обознівка  Глобинського району  Полтавської області недалеко від криниці із залізним журавлем. Є візитною карткою села. Вимагає заповідання.

## Ресурси Інтернету
- Фотогалерея самых старых и выдающихся деревьев Украины

## Виноски
1. 1 2   Шнайдер С. Л., Борейко В. Е., Стеценко Н. Ф. 500 выдающихся деревьев Украины. — К.: КЭКЦ, 2011. — 203 с.